# Gallotiinae
Los gallotinos (Gallotiinae) son una subfamilia de reptiles incluida en la familia Lacertidae. Sus especies habitan en el oeste de Europa y en el Norte de África (Psammodromus), y en las islas Canarias (Gallotia).

## Taxonomía
Incluye dos géneros y 15 especies:
- Género Gallotia Boulenger, 1916
  - Gallotia atlantica (Peters & Doria, 1882)
  - Gallotia auaritae García-Márquez, López-Jurado & Barahona, 2001 
  - Gallotia bravoana Hutterer, 1985
  - Gallotia caesaris (Lehs, 1914)
  - Gallotia galloti (Oudart, 1839)
  - Gallotia goliath (subfósil)
  - Gallotia intermedia Hernández, Nogales & Martín, 2000
  - Gallotia simonyi (Steindachner, 1889)
  - Gallotia stehlini (Schenkel, 1901)

- Género Psammodromus Hallowell, 1852
  - Psammodromus algirus Linnaeus, 1758
  - Psammodromus blanci Lataste, 1880
  - Psammodromus edwardsianus (Dugès, 1829)
  - Psammodromus hispanicus Fitzinger, 1826
  - Psammodromus microdactylus Boettger, 1881
  - Psammodromus occidentalis Fitze, Gonzalez-Jimena, San-José, San Mauro & Zardoya, 2012

Psammodromus jeanneae y Psammodromus manuelae se sinonimizaron con Psammodromus algirus, aunque en ocasiones se consideran especies diferentes. 